# Marina Schiptjenko
Anna Marina Schiptjenko, född 27 juli 1965 i Malmö, är en svensk gallerist och musiker. 
Marina Schiptjenko startade konstgalleriet Andréhn-Schiptjenko tillsammans med Ciléne Andréhn 1991.
Schiptjenko har ett musikaliskt förflutet med grupper som till exempel BWO, Vacuum, Julian & Marina och synthpopduon Page. 
Schiptjenko var Sommarpratare i Sveriges Radio P1 den 24 juli 2002. 1987 skapade hon och var programledare för radioprogrammet Syntetisk resa i Sveriges Radio. Under 1980-talet var hon bland annat frilansare på SR:s ungdomsredaktion.
Hon deltog 2019 i tredje säsongen av frågesportprogrammet Kulturfrågan Kontrapunkt som lagledare för lag Schiptjenko tillsammans med lagmedlemmarna blockflöjtisten Dan Laurin och författaren Aris Fioretos.